# Melitaea subtuscrassipuncta
Melitaea subtuscrassipuncta är en fjärilsart som beskrevs av Reverdin 1919. Melitaea subtuscrassipuncta ingår i släktet Melitaea och familjen praktfjärilar. Inga underarter finns listade i Catalogue of Life.